# Ohs
Ohs er en svensk industriby i Småland med 68 indbyggere. Byen hører under Värnamo kommun, Jönköpings län og er beliggende 20 km. øst for Värnamo.

Byen er kendt for sin papirfabrik, stålværk og savværk, der også anlagde Ohsbanen, hvor der køres med damplokomotiv. Fabrikkerne lukkede i 1978, og banen blev nedlagt i 1967. Nu køres der kun med turister.